# 臺南市學甲區頂洲國民小學
臺南市學甲區頂洲國小，簡稱頂洲國小，位於臺灣臺南市學甲區於1918年建立的小學。

## 概況
頂洲國小在八掌溪南畔，學校的歷史可追溯至康熙四十年大水患時期，當時泥沙堆積形成了現在頂洲國小的位置。儘管學校地處學甲的邊陲，在學校未成立之前，已有私塾的設置。日治時期，在派出所保甲地點設立學堂，形成頂洲日後教育的雛型。早期學生人數眾多，學校教室不夠時，還借用隔壁的派出所保甲處作為教室。在新芳現今的「三百年紅樹林」處和慶安宮的活動中心也曾設有分班。統一集團創辦人高清愿、蘇益仁及郭秋煌等人都為該校校友。
頂洲國小將地方鄉土文化鴿笭加入主題課程，2005年得到全縣科展「特優獎」和全國「最佳鄉土教材獎」。

## 歷史沿革
1918年3月31日，台灣學甲公學校頂溪洲分校成立。四年後的1922年，獨立為溪洲公學校。1941年改名為頂洲國民學校，1946年改名為學甲鄉第四國民學校，1947年再更名為學甲鄉頂洲國民學校。此後，學校不斷擴大發展，1955年設立新芳分班一班，1957年設立紅茄分班一班。1968年8月1日，學校再次更名為臺南縣學甲鎮頂洲國民小學。1974年8月1日，紅茄分班停辦，行政組織編制調整，校長以下設教務、訓導、總務三處。1979年8月1日，因減班至十二班行政組織調整為校長以下設教導、總務兩處。1986年8月1日，新芳分班停辦。
學校歷任領導（校長）如下：
| 任次 | 姓名       | 任期                  | 備註 |
| 1    | 伊與部仙松 | 1918年4月—1919年8月   |      |
| 2    | 中尾富二   | 1919年8月—1920年4月   |      |
| 3    | 安樂正道   | 1920年4月—1920年11月  |      |
| 4    | 親川孫太郎 | 1920年11月—1927年3月  |      |
| 5    | 中島潔     | 1927年3月—1929年8月   |      |
| 6    | 富里照     | 1929年8月—1934年4月   |      |
| 7    | 柳厚威天   | 1934年4月—1937年3月   |      |
| 8    | 陳金池     | 1937年3月—1940年3月   |      |
| 9    | 甲本正夫   | 1942年3月—1945年10月  |      |
| 10   | 填淵武     | 1945年10月—1945年11月 |      |
| 11   | 郭連鄉     | 1945年11月—1949年2月  |      |
| 12   | 吳再欣     | 1949年2月—1950年9月   |      |
| 13   | 邵慶源     | 1950年9月—1952年4月   |      |
| 14   | 林註生     | 1952年4月—1956年8月   |      |
| 15   | 王國治     | 1956年8月—1968年1月   |      |
| 16   | 郭阿內     | 1968年1月—1974年8月   |      |
| 17   | 黃鹤巖     | 1974年8月—1982年9月   |      |
| 18   | 陳慶煌     | 1982年9月—1988年8月   |      |
| 19   | 李天河     | 1988年8月—1993年8月   |      |
| 20   | 蘇正一     | 1993年8月—1998年8月   |      |
| 21   | 黃進福     | 1998年8月—2002年8月   |      |
| 22   | 王明凱     | 2002年8月—2020年8月   |      |
| 23   | 賴榮俊     | 2020年8月—2021年8月   |      |
| 24   | 方啓丞     | 2021年8月—至今        |      |

## 校園空間
頂洲國小於西元二零二一年完成拆除危險校舍並校舍新建，外型為雙層鴿笭和西瓜意象，融合了頂洲、紅茄社區百年特色的鴿笭文化和西瓜產業。其中，建置普通教室六間、音樂教室二間、舞蹈教室二間、繪畫教室二間。該校舍建築獲高雄市建築師公會「2020仁和賞—學校教育類優選獎」。

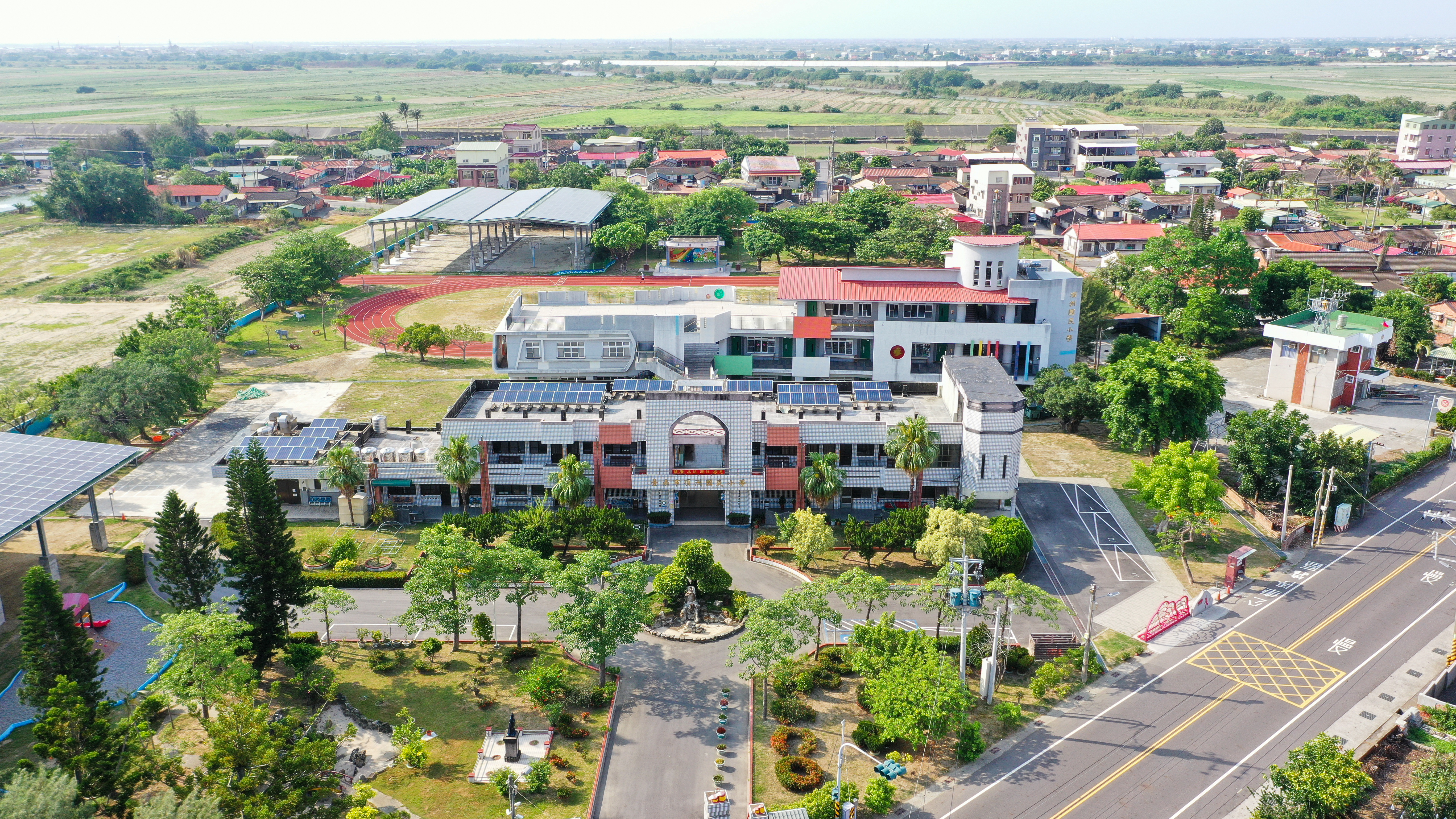
校園空拍圖
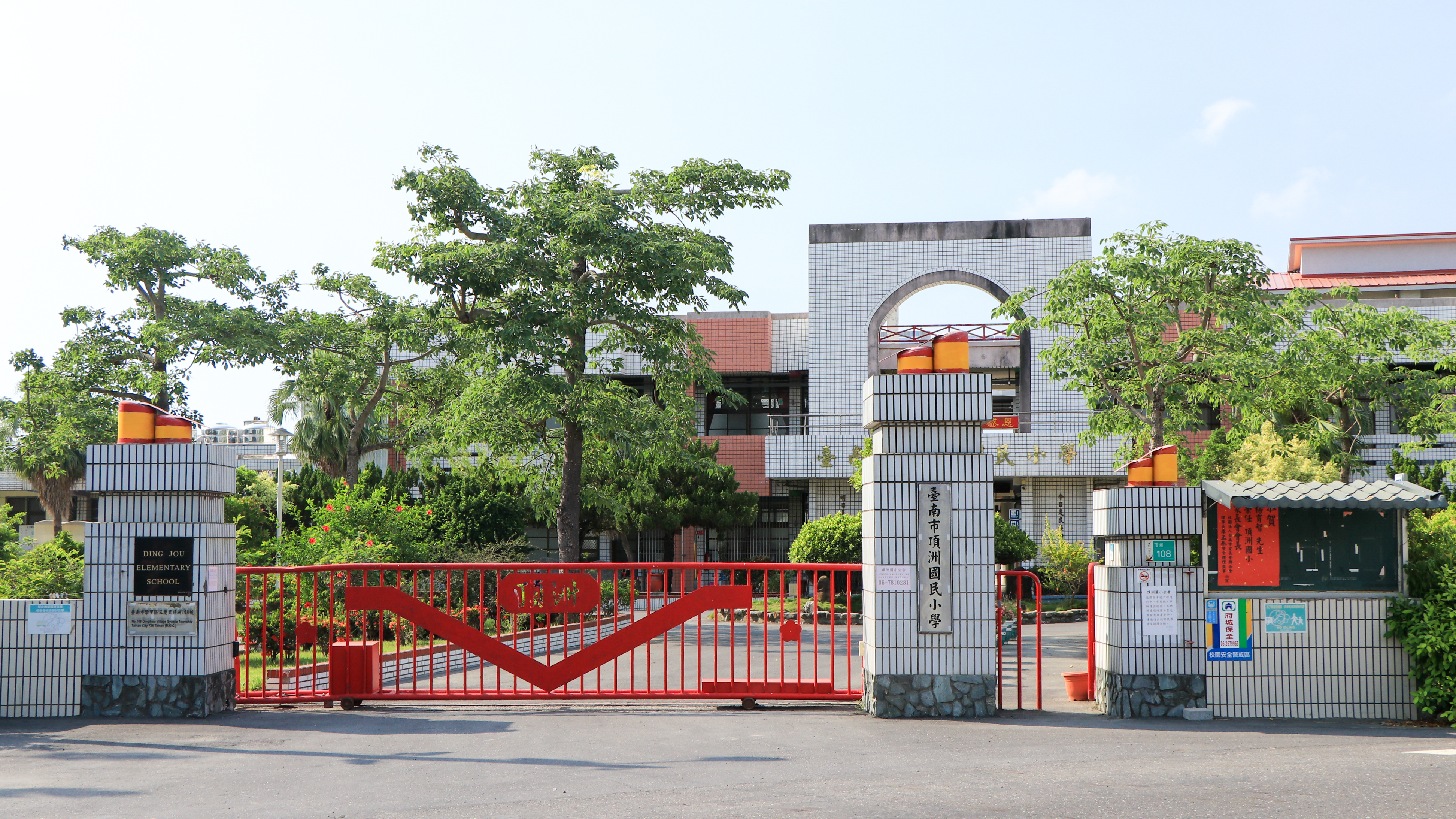
頂洲國小門口
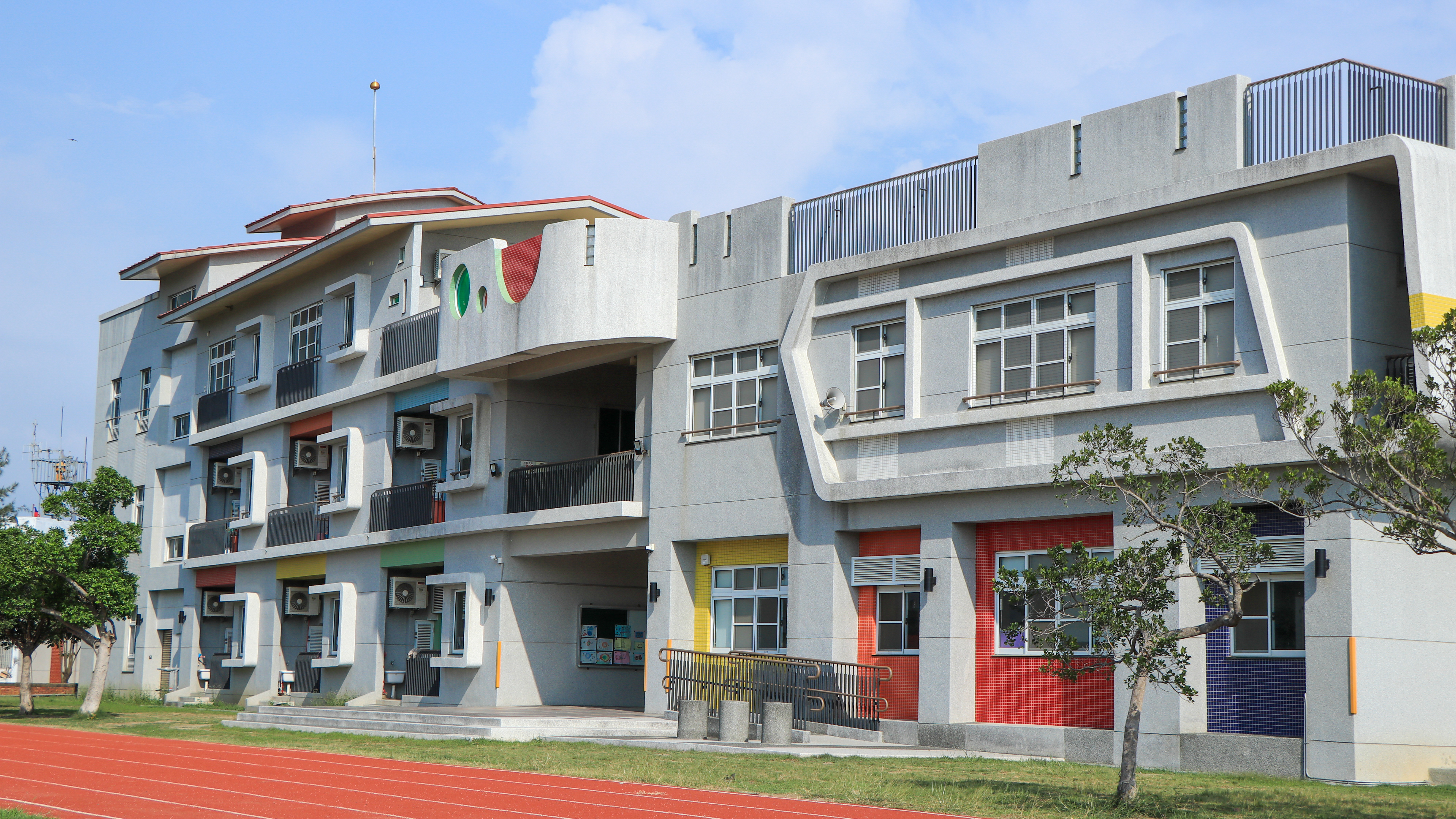
頂洲國小建築
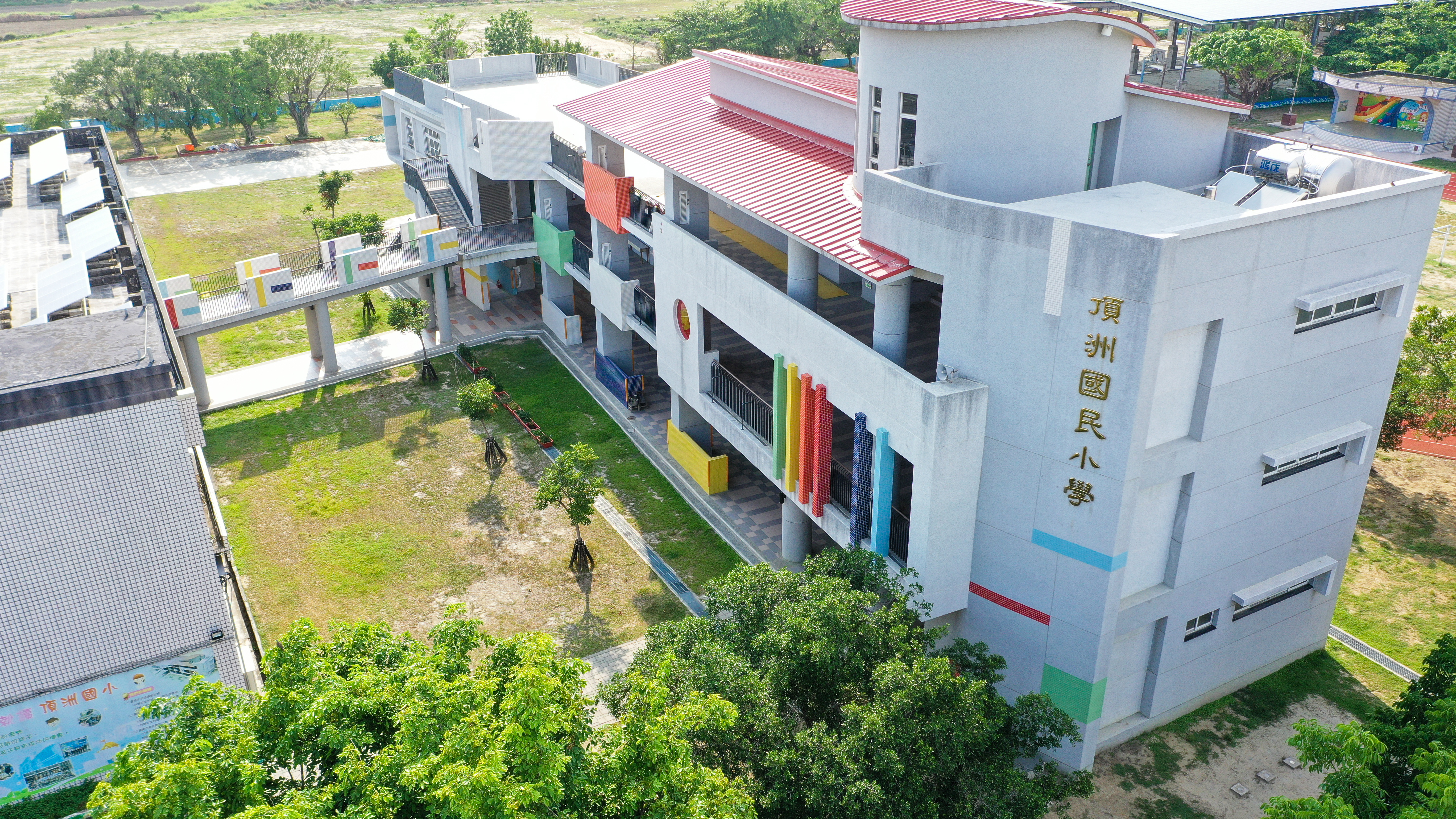
頂洲國小校舍

## 外部連結
- 臺南市學甲區頂洲國小